# Hirondelle des torrents
Pygochelidon melanoleuca
Espèce
Répartition géographique
Statut de conservation UICN

 LC  : Préoccupation mineure
L'Hirondelle des torrents (Pygochelidon melanoleuca) est une espèce de passereau de la famille des Hirundinidae.
Son aire fragmentée s'étend à travers l'Amazonie et l'est du Paraguay et du Brésil.
C'est une espèce monotypique (non subdivisée en sous-espèces).